# Ямник (Врхника)
Ямник (словен. Jamnik) — поселення в общині Врхника, Осреднєсловенський регіон, Словенія. 
Висота над рівнем моря: 631 м.